# Велика Италија
Велики Италија (итал. Grande Italia), или Империјална Италија (итал. Italia Imperiale), је амбициозни пројекат, настао у време фашистичке Италије. 
Циљ овог пројекта био је да створи италијанско царство, које би поред територија тадашње Италије укључило и Корзику, Далмацију, Малту) и већи део Медитерана где има италијанске популације или постоји италијанска сфера утицаја. Ове области Велике Италије укључиле би и уједињену Албанију, Црну Гору, северни Тунис и северну Либију. 
Пројекат укључује стварање италијанске државе, у којој би не-италијански елементи били асимиловани и која би се ојачала за даљу колонизацију. Оваква експанзија би помогла Италији да поврати доминацију на Медитеранау, изгубљену после пада Римског царства.